# Tuanlinpu (köpinghuvudort i Kina, Hubei Sheng, lat 30,88, long 112,18)
Tuanlinpu är en köpinghuvudort i Kina. Den ligger i provinsen Hubei, i den centrala delen av landet, omkring 200 kilometer väster om provinshuvudstaden Wuhan. Antalet invånare är 41 572. Befolkningen består av 20 363 kvinnor och 21 209 män. Barn under 15 år utgör 10,0 %, vuxna 15-64 år 78 %, och äldre över 65 år 10,0 %.
Runt Tuanlinpu är det tätbefolkat, med 266 invånare per kvadratkilometer. Närmaste större samhälle är Jingmen, 17,6 km norr om Tuanlinpu. Trakten runt Tuanlinpu består till största delen av jordbruksmark.
Genomsnittlig årsnederbörd är 1 107 millimeter. Den regnigaste månaden är maj, med i genomsnitt 159 mm nederbörd, och den torraste är december, med 14 mm nederbörd.